# هنري ريتشاردسون (لاعب كريكت)
هنري ريتشاردسون (4 أكتوبر 1857 - 20 مارس 1940) (بالإنجليزية: Henry Richardson)‏ هو لاعب كريكت بريطاني (وحمل سابقاً جنسية المملكة المتحدة لبريطانيا العظمى وأيرلندا).